# ハイテクパーク
ハイテクパーク（英: high-technology park）とは工業地区の一種で、ハイテク産業が自然発生的に集積したかこれを盛んにするために国や地方政府により設立されているものである。
それぞれの地域または特徴によりテクノロジー・パーク、テクノパーク、テクノポリス（フランス・日本）、ハイテクゾーン（中国）、高新技術園区（中国）、ソフトウェアパーク（中国）、科学園区（台湾）、サイエンスパーク、ITパーク、リサーチパーク、研究学園都市、スペースセンター、宇宙基地などとも呼ばれている。またそれぞれの場所でハイテク企業の入園にはスペースの賃料の軽減、建物の入手価格の軽減、税額の軽減、人材の育成に関しての優遇政策があるところもある。

## 世界のハイテクパーク

### アジア・太平洋（日本以外）

#### イスラエル
- テル・アビーブ（別名：シリコン・ワディ[注 1]）

#### インド
- バンガロール（インド）

#### オーストラリア
- オーストラリアン・テクノロジー・パーク[注 2]（シドニー）

#### カザフスタン
- バイコヌール宇宙基地

#### 韓国
- 大徳研究団地（Daedeok Innopolis、大田広域市）
- 釜山テクノパーク（釜山広域市）
- 大邱テクノポリス（大邱広域市）
- 松島（ソンド）情報化新都市（仁川広域市、「韓国のシリコンバレー」）
- 永川ハイテクパーク（慶尚北道永川市）
- 忠南テクノパーク（忠清南道天安市西北区）

#### シンガポール
- シンガポール・サイエンスパーク[注 3]

#### タイ
- タイランド・サイエンスパーク
- ソフトウェアパーク・タイランド

#### 台湾
- 新竹サイエンスパーク（新竹市）
- 南部科学園区（サイエンスパーク）（台南市、高雄市）
- 南港軟体工業園区（ソフトウェアパーク）（台北市）
- 中部科学園区（サイエンスパーク）（台中市、雲林県）

#### 中国
- 北京市の中関村、中関村ソフトウェアパーク[注 4]など
- 香港特別行政区、香港サイエンスパーク（中国語版）
- 上海張江ハイテクゾーン[注 5]など
- 蘇州高新技術産業開発区（SND）、蘇州ハイテク・ソフトウェアパーク
- 西安ソフトウェアパーク（西安軟件園）
- 成都"天府"ソフトウェアパーク（成都“天府”軟件園）
- 大連ソフトウェアパーク[注 6]、大連ハイテクゾーンなど
- 武漢"光谷"ソフトウェアパーク[注 7]
- 天津新技術開発区（泰達TEDA）
- 中国のロケット・宇宙利用センター（中国国家航天局CNSA）：北京、四川省の西昌衛星発射センター、甘粛省・内モンゴル自治区の境の酒泉衛星発射センター
- 上海浦東新区張江高科技園区・張江高科技園（張江ハイテクパーク）
- 成都ハイテクパーク
- 海南国際ハイテク工業パーク
- 株州ハイテク産業開発区
- 上海漕河涇ハイテクパーク
- 河北省保定ハイテク産業開発区
- 海南国際ハイテク工業パーク
- 株州ハイテク産業開発区
- 貴陽ハイテク産業開発区
- 珠海ハイテク産業開発区
- 重慶ハイテク産業開発区
- シンセンハイテクパーク

#### ベトナム
- ホアラックハイテクパーク
- ゴンハイテクパーク（SHTP）
- サイゴンハイテクパーク

### 日本

#### ハイテクパーク
- 北見ハイテクパーク（北海道北見市、同市運営）
- 八戸北インター工業団地八戸ハイテクパーク（青森県八戸市）
- つくばハイテクパークいわい（茨城県坂東市）
- ハイテクパーク金砂郷（茨城県常陸太田市箕町）
- 船橋ハイテクパーク（千葉県船橋市豊富町・鈴身町）
- 橋本ハイテクパーク（神奈川県相模原市橋本）
- 横浜市白山ハイテクパーク（神奈川県横浜市緑区）
- 横浜金沢ハイテクセンター（神奈川県横浜市金沢区）
- ハイテクパーク富士小山（静岡県駿東郡小山町湯船）
- K&Bハイテクパーク（京都府京都市中京区御幸町、日本駐車場開発）
- 北勢田ハイテクパーク（和歌山県紀の川市北勢田、和歌山県土地開発公社）
- 合川ハイテクパーク（福岡県久留米市合川町）
- 大村ハイテクパーク・オフィスパーク大村（長崎県大村市）

#### サイエンスパーク
- かながわサイエンスパーク（神奈川県川崎市） - 民活法のリサーチコア[1]
- いしかわサイエンスパーク（石川県能美市）
- なごやサイエンスパーク（愛知県名古屋市）
- 長浜サイエンスパーク（滋賀県長浜市）
- 広島中央サイエンスパーク（広島県東広島市鏡山） - 広島中央テクノポリス構想

#### リサーチパーク
- 旭川リサーチパーク（北海道旭川市）
- 盛岡西リサーチパーク（岩手県雫石町）
- つくばリサーチパーク羽成（茨城県つくば市）
- ソフトリサーチパーク情報の森とちぎ（栃木県）
- ちばリサーチパーク（千葉市若葉区上泉町）
- 横浜市舞岡リサーチパーク（神奈川県横浜市）
- 子安オフィス・リサーチパーク（神奈川県横浜市神奈川区）
- 横須賀リサーチパーク（神奈川県横須賀市）
- 新潟バイオリサーチパーク（新潟県新潟市秋葉区）
- 上田リサーチパーク（長野県上田市）
- 土岐プラズマリサーチパーク（岐阜県土岐市）
- 桑名ビジネスリサーチパーク（三重県桑名市）
- 東海地域研究学園都市構想・三重県鈴鹿山麓リサーチパーク（桜リサーチパーク、三重県四日市市、鈴鹿山麓研究学園都市基本構想。鈴鹿山麓研究学園都市センターは施設の名称）
- 京都リサーチパーク（京都市下京区）
- 神戸リサーチパーク（兵庫県神戸市北区, 神戸三田国際公園都市）
- 西神ニュータウンインダストリアルパーク・西神第2工業団地（神戸ハイテクパーク・神戸サイエンスパーク（兵庫県神戸市西区、神戸健康産業開発センター・神戸医療産業都市構想）
- 岡山リサーチパーク（岡山県岡山市）
- 福岡ソフトリサーチパーク（福岡県福岡市）
- 飯塚リサーチパーク（福岡県飯塚市）
- むなかたリサーチパーク（アジアス九州、福岡県宗像市）
- 久留米リサーチ・パーク（福岡県久留米市）
- 石川ソフトリサーチパーク（石川県白山市） - 頭脳立地法に基づく産業支援団地[2]

#### テクノパーク
- 札幌テクノパーク（北海道札幌市）
- 厚別区下野幌テクノパーク
- 恵庭市工業団地恵庭テクノパーク
- 函館テクノパーク（北海道函館市経済部工業振興課）
- 花巻第一工業団地テクノパーク（岩手県花巻市）
- ミドリテクノパーク（宮城県白石市）
- 矢吹テクノパーク（福島県矢吹町）
- つくばテクノパーク豊里（茨城県つくば市）
- つくばテクノパーク桜（同）
- 筑波北部工業団地・つくばテクノパーク大穂（同）
- 茨城空港テクノパーク
- 土浦市テクノパーク土浦北（茨城県土浦市）
- 常陸那珂港テクノパーク（茨城県ひたちなか市）
- アクティオ再生工場「テクノパーク工場」（栃木県佐野市）
- 東武野木東工業団地（通称：テクノパーク野木、栃木県野木町）
- テクノパーク流山（千葉県流山市）
- まちだテクノパーク（東京都町田市小山ヶ丘）
- 久里浜テクノパーク（神奈川県横須賀市）
- 西湘テクノパーク（小田原都市計画事業羽根尾土地区画整理事業、神奈川県小田原市）
- 金沢テクノパーク（石川県金沢市）
- テクノプラザ（岐阜県）
- 旭ヶ丘テクノパーク（岐阜県多治見市旭ヶ丘）
- 横野テクノパーク（岐阜県郡上市）
- アオイ・テクノパーク（静岡県静岡市）
- 静岡県藤枝市ダルトン・テクノパーク
- 都田テクノパーク
- 近江水口テクノパーク・第2テクノパーク（滋賀県甲賀市水口町ひのきが丘. 都市再生機構西日本支社）
- 宇治田原町緑苑坂テクノパーク
- テクノパーク・なら（奈良県五條市） - ニューメディア・コミュニティ構想の工業団地型
- 堺浜テクノパーク（大阪府堺市、堺浜中小企業クラスター事業で分譲）
- 安治川口テクノパーク島屋
- 北摂三田テクノパーク（兵庫県三田市）
- 智頭テクノパーク（鳥取県八頭郡智頭町大字三田地内）
- 島根県松江湖南テクノパーク
- 高知テクノパーク（高知県香美市）
- 北九州テクノパーク（福岡県北九州市戸畑区） - 頭脳立地法に基づく産業支援団地[3]
- 北九州テクノパーク八幡西（福岡県北九州市八幡西区） - 頭脳立地法に基づく産業支援団地[3]
- 大牟田テクノパーク（福岡県大牟田市）
- 佐世保テクノパーク（長崎県佐世保市三川内新町、旧地域振興整備公団が中心となって整備）
- セミコンテクノパーク（熊本県菊陽町）
- 宮崎学園都市（宮崎県宮崎市佐土原町東上那珂）
  - 宮崎学園都市ハイテクパーク - 宮崎SUNテクノポリス構想
  - 宮崎テクノリサーチパーク
- 国分上野原テクノパーク（鹿児島県霧島市）

#### 学術研究都市
- 関西文化学術研究都市（大阪府・京都府・奈良県）

#### 研究学園都市
- 筑波研究学園都市（茨城県つくば市）
- 御成台研究学園都市（千葉県千葉市若葉区、四街道市鷹の台）
- 岐阜県研究ネットワーク都市・アークぎふ（岐阜県大垣市、東濃西部研究学園都市構想）
- 愛知県・名古屋市・志段味ヒューマン・サイエンス・タウン（名古屋市守山区大字吉根、下志段味・中志段味・上志段味の各特定土地区画整理組合、名古屋市。名古屋東部丘陵研究学園都市）

#### その他
- かずさアカデミアパーク（千葉県木更津市・君津市など）
- オオタテクノパーク（タイ国内にある大田区企業向け集合工場）
- かわさきマイコンシティ（神奈川県川崎市麻生区）
- 知の拠点あいち（愛知県豊田市・瀬戸市）
- ソフトピアジャパン（岐阜県大垣市）
- 国際文化公園都市（大阪府茨木市・箕面市）
- 宇部新都市（山口県宇部市西岐波） - 宇部フェニックステクノポリス構想
- 柏崎ソフトパーク（新潟県柏崎市） - 民活法の情報化基盤施設（ニューメディアセンター）
- 柏崎フロンティアパーク（新潟県柏崎市） - 地域産業集積活性化法のフロンティアパーク（工場用地等）
- 甲南フロンティアパーク（滋賀県甲賀市甲南町） - 地域産業集積活性化法のフロンティアパーク（工場用地等）[4]
- テクノフロンティア堺（大阪府堺市堺区） - 地域産業集積活性化法のテクノフロンティア（貸工場）[5]

### アフリカ大陸

#### エジプト
- スマート・ビレッジ（英語版）（カイロ、アレクサンドリア、ダミアッタ）

#### モロッコ
- カサブランカ・テクノパーク（英語版）

#### チュニジア
- ボルジュ・セドリア・テクノパーク

### 南北アメリカ大陸

#### カナダ
- シリコンバレーノースSilicon Valley North（オタワ首都圏）

#### アメリカ合衆国
- シリコンバレー（カリフォルニア州北部）
- リサーチ・トライアングル・パーク （ノースカロライナ州のラーリー、ダーラム、チャペルヒルを囲む地帯）
- ルート128添い （ボストン市）
- エレクトロニクスベルト （フロリダ州中部、タンパ - オーランドに至る一帯）
- シリコンコースト （マイアミ近辺）
- テックコースト（カリフォルニア州 南部：北はサンタバーバラから南はサンディエゴまで）
- シリコンデザート （アリゾナ州フェニックス都市圏一帯。安価な労働力と土地代、良好な環境で急成長）
- シリコンプレーリー （テキサス州ダラス・フォートワース都市圏、シカゴ都市圏など）
- シリコンヒルズ （テキサス州オースティン近辺）
- シリコンマウンテン Silicon Mountain（コロラド州デンバー周辺）
- シリコンフォレスト （オレゴン州ポートランド - ワシントン州シアトルに至る一帯）
- シリコン・アレー Silicon Alley（ニューヨーク州マンハッタン一帯）
- ハドソンバレー （ニューヨーク州ハドソン川沿いの一帯）
- 米国のロケット・宇宙利用センター（米国航空宇宙局）：アラバマ州ハンツビル、テキサス州ヒューストン（NASAジョンソン宇宙センター）、フロリダ州ケープ・カナベラル（NASA発射場）
- マウイ研究技術パーク (ハワイ州マウイ島キヘイ) [6]

#### ブラジル
- カンピーナス（サンパウロ州、ブラジルのシリコンバレー）
- レシフェ（ペルナンブーコ州、東北ブラジルのシリコンバレー、デジタル港）

### ヨーロッパ

#### アイルランド
- ダブリンなど（ヨーロッパのシリコンバレー）

#### フランス
- エアロスペースバレー（フランス語版）（トゥールーズ、エアバス欧州飛行機製造会社Airbus S.A.S.とフランス宇宙研究センター）
- フランスのロケット・宇宙利用センター（フランス国立宇宙研究センターCNES）：パリ（CNES本部）、トゥールーズ（CNES研究所）、フランス領ギアナ（CNES発射場・ギアナ宇宙センター）
- パリ：ラ・デファンスにもハイテク企業は多い、シリコン・サンティエ（英語版）
- リヨン：ラ・パール・デュー（英語版）にもハイテク企業は多い

#### イギリス
- ケンブリッジ・サイエンス・パーク（英語版）（別名、シリコンフェン（英語版））
- シリコングレン（グラスゴー・エジンバラ）

#### スウェーデン
- シスタ・サイエンス・シティ[注 8]（ストックホルム）
- リンドホルメン・サイエンスパーク[注 9](ヨーテボリ)

#### ドイツ
- イェーナ（ドイツのシリコンバレー）
- シュトゥットガルト〜スイスのバーゼルへ抜けるアウトバーン5号線沿い（同上）
- ドレスデン（同上）

#### フィンランド
- オウル市（オウル州、フィンランドのシリコンバレー）

#### ロシア
- ゼレノグラード（ロシアのシリコンバレー、モスクワ市の北郊外）
- ロシア連邦宇宙局（コロリョフ、モスクワ市の北東郊外）
- プレセツク宇宙基地（アルハンゲリスク州）
- アカデムゴロドク（ノボシビルスク、シベリア地区）